# Adama Traoré (1996)
Adama Traoré Diarra (L'Hospitalet de Llobregat, 25 januari 1996) is een Spaans voetballer van Malinese afkomst die doorgaans als aanvaller speelt. Hij verruilde Wolverhampton Wanderers in augustus 2023 voor Fulham. Diarra debuteerde in 2020 in het Spaans voetbalelftal.

## Clubcarrière
Traoré voetbalde in de jeugd van CE L'Hospitalet, waarna hij in 2004 werd opgenomen in de jeugdopleiding van FC Barcelona. Hier begon hij in het Benjamín-team. Nadat hij het seizoen begon in de Cadete A, stroomde hij in de loop van de jaargang via de Juvrnl B door naar de Juvenil A, het hoogste jeugdelftal van de club. Met de Juvenil A werd Traoré in 2013 regionaal kampioen. In 2013 kwam hij bij de selectie van het tweede elftal. Traoré debuteerde daarvoor op 6 oktober 2013 in de Segunda División, in een wedstrijd tegen SD Ponferradina. Hij maakte op 23 november 2013 zijn debuut in het eerste elftal van FC Barcelona. In een wedstrijd tegen Granada viel hij die dag in voor Neymar. Enkele dagen later volgde tegen Ajax zijn debuut in de Champions League. Hij verlengde in november 2014 zijn contract bij Barcelona tot medio 2018, maar meer wedstrijden in het eerste elftal zouden er niet komen.
Traoré tekende in augustus 2015 een contract tot medio 2020 bij Aston Villa, de nummer zeventien van de Premier League in het voorgaande seizoen. Het betaalde circa €10.000.000,- voor hem aan FC Barcelona, met tot €2.000.000,- extra in het vooruitzicht aan eventuele bonussen. Hij liep na één invalbeurt een kuitblessure op die hem een maand kostte. Eenmaal hersteld viel hij acht keer in en brak hij vervolgens een middenvoetsbeentje. Hiervan keerde hij terug in april 2016. Daarna was Aston Villa snel klaar met hem.
Traoré verruilde Aston Villa in augustus 2016 voor Middlesbrough. Hier werd hij wel een gewaardeerde kracht in het eerste elftal. Zijn teamgenoten en hij degradeerden alleen wel na een jaar uit de Premier League. Hij speelde daarna een jaar het hen in de Championship. Ze bereikten samen de vijfde plaats, maar verloren in de halve finale van de play-offs voor promotie van Aston Villa. Traoré keerde zelf toch terug naar de Premier League door in augustus 2018 bij Wolverhampton Wanderers te tekenen. Dat betaalde circa €18.000.000,- voor hem aan Middlesbrough. Traoré moest het in zijn eerste seizoen bij Wolverhampton vooral hebben van invalbeurten, maar groeide in 2019/20 uit tot basisspeler. Hij speelde zowel dat als het jaar erna op-een-na alle speelronden, waarvan 27 en 28 wedstrijden vanaf de aftrap. Hij werd met Wolverhampton twee keer zevende, de hoogste positie ooit in de Premier League. Traoré keerde halverwege 2021/22 voor een halfjaar op huurbasis terug bij FC Barcelona. Dat bedong hier ook een koopoptie bij. Die niet werd gelicht. Na zijn vijfde jaar bij Wolverhampton liep hij uit zijn contract.
Traoré tekende in augustus 2023 voor twee jaar bij Fulham, de nummer tien van Engeland in het voorgaande seizoen.

## Clubstatistieken
| Seizoen     | Club           | Competitie         | Competitie | Competitie | Competitie | Beker | Beker | Beker | Europa | Europa | Europa | Totaal | Totaal | Totaal |
| Seizoen     | Club           | Competitie         | Wed.       | Dlp.       | Ass.       | Wed.  | Dlp.  | Ass.  | Wed.   | Dlp.   | Ass.   | Wed.   | Dlp.   | Ass.   |
| ----------- | -------------- | ------------------ | ---------- | ---------- | ---------- | ----- | ----- | ----- | ------ | ------ | ------ | ------ | ------ | ------ |
| 2013/14     | FC Barcelona B | Segunda División A | 26         | 5          | 4          | —     | —     | —     | —      | —      | —      | 26     | 5      | 4      |
| 2014/25     | FC Barcelona B | Segunda División A | 37         | 3          | 14         | —     | —     | —     | —      | —      | —      | 37     | 3      | 14     |
| Club Totaal | Club Totaal    | Club Totaal        | 63         | 8          | 18         | 0     | 0     | 0     | 0      | 0      | 0      | 63     | 8      | 18     |
| 2013/14     | FC Barcelona   | Primera División   | 1          | 0          | 0          | 0     | 0     | 0     | 1      | 0      | 0      | 2      | 0      | 0      |
| 2014/15     | FC Barcelona   | Primera División   | 0          | 0          | 0          | 2     | 1     | 0     | 0      | 0      | 0      | 2      | 1      | 0      |
| Club Totaal | Club Totaal    | Club Totaal        | 1          | 0          | 0          | 2     | 1     | 0     | 1      | 0      | 0      | 4      | 1      | 0      |
| 2015/16     | Aston Villa    | Premier League     | 10         | 0          | 2          | 1     | 1     | 0     | —      | —      | —      | 11     | 1      | 2      |
| 2016/17     | Aston Villa    | Championship       | 1          | 0          | 0          | 0     | 0     | 0     | —      | —      | —      | 1      | 0      | 0      |
| Club Totaal | Club Totaal    | Club Totaal        | 11         | 0          | 2          | 1     | 1     | 0     | 0      | 0      | 0      | 12     | 1      | 2      |
| 2016/17     | Middlesbrough  | Premier League     | 27         | 0          | 1          | 4     | 0     | 0     | —      | —      | —      | 31     | 0      | 1      |
| 2017/18     | Middlesbrough  | Championship       | 36         | 5          | 10         | 4     | 0     | 2     | —      | —      | —      | 40     | 5      | 12     |
| Club Totaal | Club Totaal    | Club Totaal        | 63         | 5          | 11         | 8     | 0     | 2     | 0      | 0      | 0      | 71     | 5      | 13     |
| 2018/19     | Wolves         | Premier League     | 29         | 1          | 1          | 7     | 0     | 2     | —      | —      | —      | 36     | 1      | 3      |
| 2019/20     | Wolves         | Premier League     | 37         | 4          | 9          | 2     | 0     | 0     | 15     | 2      | 3      | 54     | 6      | 12     |
| 2020/21     | Wolves         | Premier League     | 37         | 2          | 3          | 4     | 1     | 0     | —      | —      | —      | 41     | 3      | 3      |
| 2021/22     | Wolves         | Premier League     | 20         | 1          | 0          | 3     | 0     | 0     | —      | —      | —      | 23     | 1      | 0      |
| Club Totaal | Club Totaal    | Club Totaal        | 123        | 8          | 13         | 16    | 1     | 2     | 15     | 2      | 3      | 154    | 11     | 18     |
| 2021/22     | → FC Barcelona | Primera División   | 11         | 0          | 2          | 0     | 0     | 0     | 6      | 0      | 2      | 17     | 0      | 4      |
| Club Totaal | Club Totaal    | Club Totaal        | 12         | 0          | 2          | 2     | 1     | 0     | 7      | 0      | 2      | 21     | 1      | 4      |
| 2022/23     | Wolves         | Premier League     | 34         | 2          | 1          | 6     | 1     | 0     | —      | —      | —      | 40     | 3      | 1      |
| Club Totaal | Club Totaal    | Club Totaal        | 157        | 10         | 14         | 22    | 2     | 2     | 15     | 2      | 3      | 194    | 14     | 19     |
| 2023/24     | Fulham         | Premier League     | 17         | 2          | 3          | 1     | 0     | 0     | —      | —      | —      | 18     | 2      | 3      |
| 2024/25     | Fulham         | Premier League     | 36         | 2          | 7          | 5     | 0     | 2     | —      | —      | —      | 41     | 2      | 9      |
| Club Totaal | Club Totaal    | Club Totaal        | 53         | 4          | 10         | 6     | 0     | 2     | 0      | 0      | 0      | 59     | 4      | 12     |
| TOTAAL      | TOTAAL         | TOTAAL             | 359        | 27         | 57         | 39    | 4     | 6     | 22     | 2      | 5      | 420    | 33     | 68     |

Bijgewerkt in 2 juli 2022.

## Interlandcarrière
Traoré maakte deel uit van verschillende Spaanse nationale jeugdelftallen vanaf Spanje –16. Hij nam met Spanje –19 deel aan het EK –19 van 2013. Traorë koos er  in november 2019 voor om voor Mali uit te komen, echter een paar dagen daarna werd hij opgeroepen voor het Spaans voetbalelftal. Hij ging niet in op deze uitnodiging vanwege een blessure. Hij maakte op 7 oktober 2020 alsnog zijn debuut voor het Spaanse nationale elftal, in een oefeninterland tegen Portugal. Dat was zijn eerste van vijf interlands dat jaar, waarna er ook nog drie volgden in 2021. Daarna werd hij niet meer opgeroepen.

## Erelijst
| Copa del Rey | 1x | 2014/15 |